# Физика на гърдите
Физика на гърдите във видеоигрите е свойство, което кара гърдите на женския герой да подскачат, докогато се движи, понякога по преувеличен или неестествен начин.
Физиката на гърдите е симулирано движение и поведение на меки обекти в резултат на външни сили (гравитация, инерция или взаимодействия на потребителя). Движението може да е поклащане, подскачане или люлеене. Във видеоигрите и анимационните филми физиката на гърдите често се използва за подобряване на реализма. Чрез симулиране на естествените движения на меките тъкани разработчиците могат да създават по-реалистични и динамични визуализации, допринасяйки за по-завладяващото игрово изживяване или по-ангажиращ разказ в анимационните филми.

## История
Концепцията за физика на гърдите датира от ранните дни на компютърната графика и 3D анимацията. С напредването на графичните технологии разработчиците търсят начини за създаване на по-реалистични и изразителни анимации на героите. Ранните опити за симулиране на динамика на меко тяло са елементарни и често включват прости алгоритми за приблизително поведение на деформируеми обекти.
Един от най-ранните забележителни примери за физика на гърдите е в бойната игра Dead or Alive, разработена от Team Ninja и пусната за първи път през 1996 г. През годините напредъкът в изчислителната мощност и графичната обработка започват да позволяват по-сложни реализации на физиката на гърдите във видеоигрите. Съвременните техники използват симулационни машини и алгоритми за постигане на изключително реалистична и нюансирана динамика на мекото тяло.

## Противоречия
Използването на физика на гърдите във видеоигрите често предизвиква дебати по отношение на изобразяването на женски герои. Критиците на техниката твърдят, че преувеличените изображения на движение на гърдите и задните части могат да допринесат за сексуализирането и обективизирането на жените, като поддържат вредни стереотипи и засилват нереалистичните стандарти за красота.
Привържениците на техниката пък изтъкват, че те са просто инструмент за създаване на по-реалистични и завладяващи виртуални светове и че използването им трябва да се оценява в контекста на цялостния дизайн и целите на разказа на конкретната игра.